# 일본국 헌법 제38조
일본국 헌법 제38조(일본어: 日本国憲法第38条)은 일본국 헌법 제3장 "국민의 권리와 의무"의 조문 중 하나이다. 진술거부권(묵비권) 등에 대해 규정하고 있다.

## 조문
일본국 헌법 제38조
① 누구든지 자기에게 불이익한 공술(供述)을 강요받지 아니한다.
② 강제, 고문 혹은 협박에 의한 자백 또는 부당하게 긴 억류 혹은 구금된 뒤의 자백은 이를 증거로 삼을 수 없다.
③ 누구든지 자기에게 불이익한 유일한 증거가 본인의 자백인 경우에는 유죄가 되거나 형벌을 받지 아니한다.

## 해설
제1항은 진술거부권(묵비권)을 규정한 것이고, 제2항은 자백배제법칙, 제3항은 보강법칙(자백은 그 자체만으로 증거능력을 갖지 않는다는 법칙)을 규정하고 있다.
민·형사상 당사자에게 진술거부권(묵비권)을 고지하는 것은 헌법상으로는 규정되어 있지 않다.
제3항의 '자백'에는 재판소 공판에서 행해진 피고인의 자백은 포함되지 않는다는 최고재판소의 판례가 있다.